# Alfred Krafft-Lortzing
Alfred Krafft-Lortzing (* 10. April 1893 in Breslau; † 14. Mai 1974 in Braunschweig) war ein deutscher Tenor, Schauspieler  und Intendant.

## Leben
Krafft-Lortzing wurde als Sohn des Dirigenten Karl Krafft-Lortzing in Breslau geboren. Er ist ein Urenkel des Komponisten Albert Lortzing. Krafft-Lortzing begann seine Schauspielkarriere 1913 am Stadttheater von Steyr. Danach spielte er in Augsburg, Berlin, Dortmund, Karlsruhe, Köln, München und im Staatstheater Braunschweig. Er spielte in drei Stummfilmen kleinere Rollen.

## Filmografie
- 1923: Das alte Gesetz
- 1925: Krieg im Frieden
- 1928: Eddy Polo im Wespennest